# Blue Mountain State: The Rise of Thadland
Blue Mountain State: The Rise of Thadland é um filme americano de comédia baseado na série Blue Mountain State. Foi dirigido por Lev L. Spiro e estrelado por Darin Brooks, Alan Ritchson e Chris Romano. Continuando onde a temporada 3 da série parou, o enredo segue Alex Moran, agora em seu último ano, que deve dar uma festa épica para Thad, que recentemente foi convocado para a NFL, em um esforço para levá-lo a comprar o Goat House do novo reitor. O filme foi lançado em 2 de fevereiro de 2016.

## Sinopse
Com um contrato da NFL no valor de milhões de dólares assinado, a estrela de futebol americano Thad Castle esquece seus companheiros de equipe e a vida universitária na BMS. No entanto, quando o reitor da universidade ameaça acabar com a farra leiloando a famosa Goat House, Alex, Sammy e os outros rapazes decidem pedir ajuda a Thad. Aproveitando-se do desespero alheio, Thad pede um pequeno favor em troca de salvar o dia: a festa que sempre sonhou para comemorar sua recente conquista, com bebidas, drogas, belas mulheres e outros antigos desejos, uma festa nunca vista na história do mundo. Bem-vindo a Thadlândia!

## Elenco
- Darin Brooks como Alex Moran
- Alan Ritchson como Thad Castle
- Chris Romano como Sampson "Sammy" Cacciatore
- Ed Marinaro como Martin "Marty" Daniels
- Frankie Shaw como Mary Jo Cacciatore
- Rob Ramsay como Donald "Donnie" Schrab
- James Cade como Harmon Tedesco
- Jimmy Tatro como Dick Dawg
- Page Kennedy como Radon Randell
- Sam Jones III como Craig Shilo
- Omari Newton como Larry Summers
- Lindsey Sporrer como Holly
- Barry Ratcliffe como O leiloeiro
- Dhani Jones como ele mesmo

## Produção
Em março de 2013, Ed Marinaro declarou em uma entrevista à "Class Act Sports" que ele estava trabalhando em um filme baseado em Blue Mountain State.
Em 8 de abril de 2014, foi oficialmente anunciado Blue Mountain State: The Movie. Uma campanha no Kickstarter para conseguir dinheiro para produzi-lo foi iniciada em 15 de abril. A campanha atingiu seu objetivo de $ 1.5 milhão em 11 de maio de 2014, e foi fechada em 15 de maio com $ 1,911,827 de 23,999 apoiadores.
Em 12 de maio de 2014, foi anunciado que Jay Chandrasekhar seria o diretor do filme. No entanto, em 28 de setembro de 2014, Lev L. Spiro foi anunciado como o novo diretor. A equipe começou a filmar no final de 2014 com locações em Wilmington, Carolina do Norte. Em 14 de dezembro de 2014, Alan Ritchson escreveu em seu twitter que as filmagens tinham terminado, e que o filme seria editado por alguns meses.
Em 13 de junho de 2015, Eric Falconer escreveu no Kickstarter que o filme, agora chamado de Blue Mountain State: The Rise Of Thadland, estava oficialmente terminado e entregue ao distribuidor, Lionsgate.

## Lançamento
Em 15 de dezembro de 2014, Danny Brooks escreveu em seu instagram que o filme seria lançado em setembro de 2015. O lançamento do filme foi adiado devido a uma classificação indicativa NC-17. Foi lançado dia 2 de fevereiro de 2016.